# Suffascar
Genre
Suffascar est un genre d'araignées aranéomorphes de la famille des Zodariidae.

## Distribution
Les espèces de ce genre sont endémiques de Madagascar.

## Liste des espèces
Selon World Spider Catalog (version 18.5, 16/09/2017) :
- Suffascar albolineatus Henrard & Jocqué, 2017
- Suffascar fianara Henrard & Jocqué, 2017
- Suffascar fisheri Henrard & Jocqué, 2017
- Suffascar fitzpatrickae Henrard & Jocqué, 2017
- Suffascar gigas Henrard & Jocqué, 2017
- Suffascar griswoldi Henrard & Jocqué, 2017
- Suffascar macromma Henrard & Jocqué, 2017
- Suffascar micromma Henrard & Jocqué, 2017
- Suffascar nonus Henrard & Jocqué, 2017
- Suffascar scutatus Henrard & Jocqué, 2017
- Suffascar sufficiens Henrard & Jocqué, 2017
- Suffascar tofti Henrard & Jocqué, 2017

## Publication originale
- Henrard & Jocqué, 2017 : The new ant-eating genus Suffascar (Araneae, Zodariidae) endemic to Madagascar: a considerable extension of the dual femoral organ clade. Invertebrate Systematics, vol. 31, no 5, p. 519-565.